# Fjerde aliyah
Fjerde aliyah henviser til den fjerde bølge af jødisk indvandring til Israel fra Europa og Asien, som kom på grund af zionistiske motiver mellem årene 1924 og 1928.

## Indvandringen
Siden 1924 ændrede indvandringsmåden til landet Israel sig, og selv om denne indvandringsbølge kom vældig tæt på den forrige, bliver de holdt adskilt.
En stor indvandringsbølge, som begyndte i 1924 og fortsatte i to år, gav en hurtig urban udvikling hovedsagelig i Tel Aviv, som absorberede et betragteligt antal indvandrere.
I løbet af fjerde aliyah kom omtrent 82.000 indvandrere til landet Israel, hovedsagelig fra landene i Østeuropa. Halvdelen af indvandrerne kom fra Polen og resten fra Sovjetunionen, Rumænien og Litauen. I tillæg til dette var 12 % af indvandrerne fra Asien, hovedsagelig fra Yemen og Irak. Der var få indvandrere fra resten af Europa og Amerika.

## Grundene til indvandringen
Mange af de nye jødiske indvandrere, som ankom i denne periode kom på grund af stigende anti-semitisme i Europa. USA's strenge indvandringskvoter og -regler holdt jøderne ude. Denne gruppe indeholdt mange middelklassefamilier, som flyttede til voksende byer, hvor de etablerede små forretninger og letindustri.
| År              | Antal indvandrere |
| --------------- | ----------------- |
| 1924            | 13.892            |
| 1925            | 34.386            |
| 1926            | 13.855            |
| 1927            | 3.034             |
| 1928            | 2.178             |
| 1929            | 5.249             |
| 1930            | 4.944             |
| 1931            | 4.075             |
| Illegale (skøn) | 2.500             |
| I alt           | 84.113            |

kilde: "Thirty Years of Jewish Immigration to Palestine", s. 733